# Bivacco Ceco Baroni
Il bivacco Ceco Baroni è situato al centro della valle Adamé in provincia di Brescia.

Sorge a 2800 metri di quota, in prossimità della cima delle Levade e del Pian di Neve del Gruppo dell'Adamello.

È dedicato a Francesco "Ceco" Baroni, sergente maggiore mortaista della 54ª compagnia del Battaglione "Vestone" in terra di Russia, ricordato da Rigoni Stern nel romanzo storico "Il sergente nella neve".

Il bivacco, la cui ideazione appartiene alla Sezione A.N.A. di Brescia, fu messo in opera nel 1977 dagli amici di Ceco: Carlo Arnaboldi, Franco Pezzi, Beppe Nulli, Valentino Matiotti, Beppe Bianchetti, Gino Colombini.
L'inaugurazione ufficiale si è svolta il 3 settembre 1978.

## Accesso
Partenza dalla località Valle di Saviore (Bs), fino a raggiungere la Malga Lincino (m.1621). Imboccare il sentiero N.15 che attraverso la salita per le "scale dell'Adamé" porta al rifugio Lissone (m.2020; tempo di percorrenza 1 ora). Nei pressi del rifugio prendere il segnavia N.1 in direzione della Baita Adamé (tempo di percorrenza 50 min.). Superata la Baita Adamé, attraversare il ponticello sul torrente Poia, spostandosi così sulla sua parte destra e imboccare il sentiero N.30. Proseguire, tenendosi alla destra del torrente, percorrendo la lunga valle Adamé, fino a raggiungere la morena; qui il sentiero, che da semipianeggiante diventa ripido e ingombro di grossi massi, e quindi richiede maggiore attenzione, permette di raggiungere il Bivacco (tempo di percorrenza 2 ore e 10 min.).
Dal Bivacco è possibile raggiungere la Bocchetta delle Levade (tempo di percorrenza 20 min.)
L'escursione è consigliata ad escursionisti esperti ed, in base alle condizioni climatiche è generalmente da effettuare nei mesi di luglio (seconda metà), agosto e settembre.